# Sibnica (Rekovac)
Sibnica es un pueblo ubicado en la municipalidad de Rekovac, en el distrito de Pomoravlje, Serbia.

## Superficie
Posee una superficie de 11,63 kilómetros cuadrados.

## Demografía
Hasta 2011 la población era de 212 habitantes, con una densidad de población de 18,23 habitantes por kilómetro cuadrado.